# Iglesia de madera de Hedal

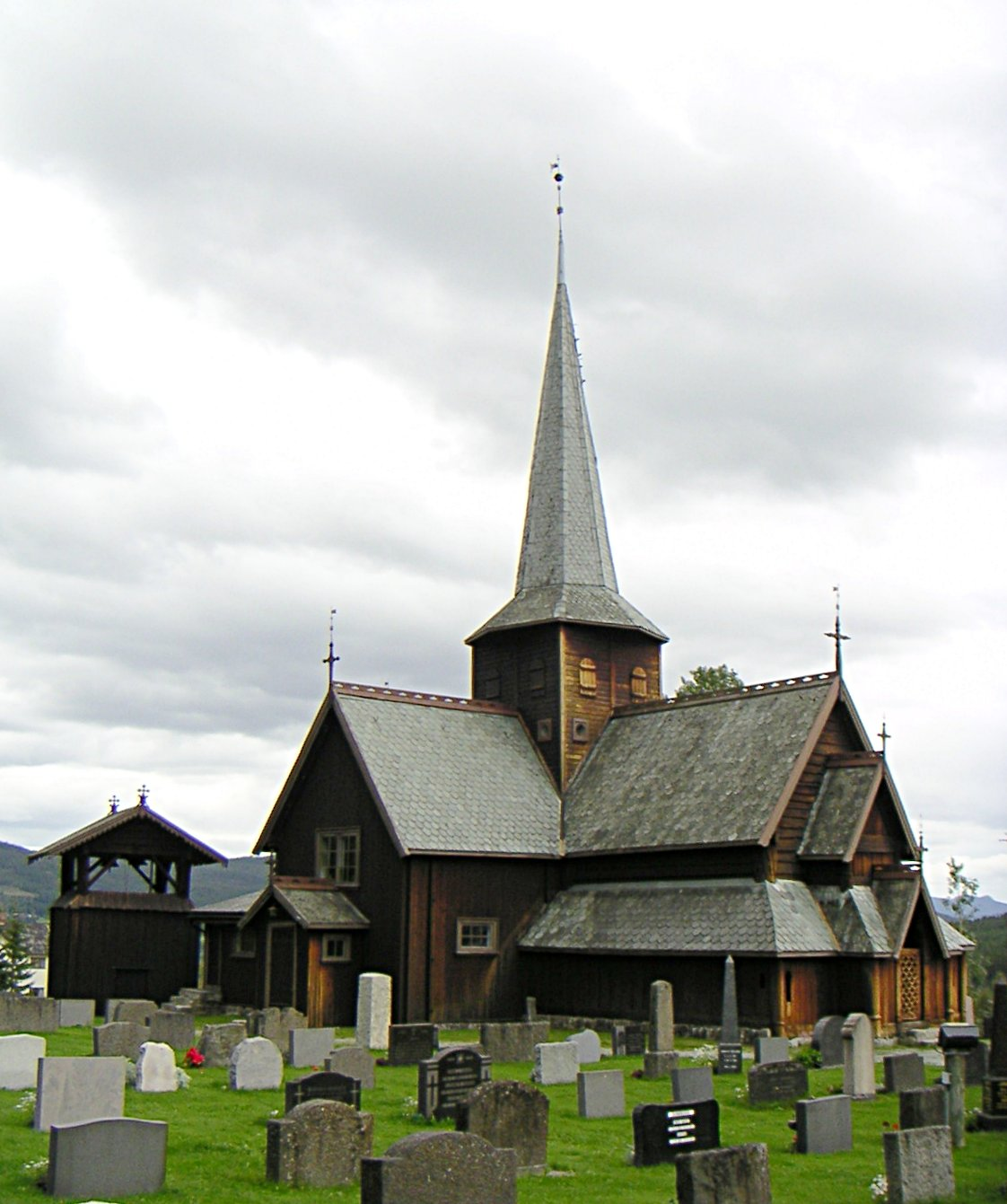
Iglesia de madera de Hedal.

La iglesia de madera de Hedal es una stavkirke localizada en Hedal, un pequeño valle en el municipio de Sør-Aurdal, Noruega. 
Históricamente, la construcción de la iglesia ha sido datada en la segunda mitad del siglo XII. Recientes investigaciones por dendrocronología confirman esa hipótesis, pues demostraron que la madera más antigua fue cortada en el invierno de 1161-1162.
La iglesia se halla bastante modificada. Las partes medievales de la iglesia consisten únicamente de la parte occidental de la nave. En un inicio fue una stavkirke de tipo A (llamada impropiamente «de nave única»), con un coro ligeramente menor a la nave y tal vez un ábside. El muro occidental de la nave, así como algunas vigas de tijera y otras partes del techo de la parte occidental es todo lo que ser conserva de la construcción primitiva.
La primera referencia de la iglesia es una relación del nuncio papal de 1397.
La transformación en una iglesia de planta de cruz se realizó probablemente en 1699. El antiguo coro fue demolido y sustituido con uno nuevo de construcción lafteverk. En 1738 fue construida la torre del crucero. El entablillado del techo fue reemplazado con pizarra en 1902. Una restauración completa se realizó en 1902 bajo la dirección de Carl Berner.
- Datos: Q388608
- Multimedia: Hedalen stave church / Q388608